# Злогона Гора
Злогона Гора (словен. Zlogona Gora) — поселення в общині Оплотниця, Подравський регіон‎, Словенія.